# Timothy Ray Brown
Timothy Ray Brown (11 de março de 1966 – 29 de setembro de 2020) foi um estadunidense considerado a primeira pessoa a ser curada do HIV/AIDS. Brown foi chamado de "O Paciente de Berlim" na Conferência sobre Retrovírus e Infecções Oportunistas de 2008, onde sua cura foi anunciada pela primeira vez, a fim de preservar seu anonimato. Ele optou por se apresentar em 2010. “Eu não queria ser a única pessoa curada”, disse ele. “Queria fazer o que pudesse para tornar [a cura] possível. Meu primeiro passo foi divulgar meu nome e imagem ao público”.
Onze anos depois, quase na mesma data, na mesma conferência, foi anunciado que parecia que um segundo homem havia sido curado. Ele foi chamado de "O Paciente de Londres", que mais tarde se identificou como Adam Castillejo. Ele também recebeu um transplante de medula óssea para tratar um câncer (linfoma de Hodgkin), mas recebeu medicamentos imunossupressores mais fracos. O doador selecionado também carregava a mutação CCR5-Δ32.

## Vida posterior
Em setembro de 2020, Brown revelou que a leucemia que motivou seu histórico tratamento havia retornado em 2019, e que ele estava em estado terminal. Brown foi internado num hospital em Palm Springs, Califórnia, onde morreu em 29 de setembro de 2020.